# Sida beckii
Sida beckii är en malvaväxtart som beskrevs av Antonio Krapovickas. Sida beckii ingår i släktet sammetsmalvor, och familjen malvaväxter. Inga underarter finns listade i Catalogue of Life.